# Carolina Meligeni Alves
Carolina Meligeni Rodrigues Alves, nota anche solo come Carolina Alves (Campinas, 23 aprile 1996), è una tennista brasiliana.

## Biografia
Carolina è sorella del tennista Felipe Meligeni Alves; il loro zio, Fernando Meligeni, è stato anche lui un tennista, noto per aver raggiunto le semifinali agli Open di Francia del 1999 e rappresentato il Brasile alle Olimpiadi estive del 1996. Inoltre Fernando vinse l'oro durante i XIV Giochi panamericani a Santo Domingo contro il cileno Marcelo Ríos con il punteggio di 2 set a 1.

## Carriera
Esordisce il 6 giugno del 2011 contro Isabella Capato Camargo, battendola in due set consecutivamente 6-1 al Torneo Tênis Clube de Santos, in Brasile. Nello stesso torneo verrà poi sconfitta dall'argentina testa di serie, Andrea Benitez che eliminerà la Alves in due set ai sedicesimi di finale.
Fa la sua prima apparizione in doppio il 30 luglio del 2012 sempre a Santos, assieme alla connazionale Giovanna Baccarini. Vengono sconfitte al primo turno da altre due brasiliane, Paula Cristina Gonçalves e Roxane Vaisemberg.

## Circuito WTA 125

### Doppio

#### Sconfitte (1)
| N. | Data             | Torneo                      | Superficie  | Compagna              | Avversarie in finale                | Punteggio |
| 1. | 20 novembre 2021 | Montevideo Open, Montevideo | Terra rossa | Marina Bassols Ribera | Irina Maria Bara Ekaterine Gorgodze | 4-6, 3-6  |

## Statistiche ITF

### Singolare

#### Vittorie (8)
| Torneo $100.000 (0) |
| Torneo $80.000 (0)  |
| Torneo $75.000 (0)  |
| Torneo $60.000 (0)  |
| Torneo $50.000 (0)  |
| Torneo $40.000 (0)  |
| Torneo $25.000 (2)  |
| Torneo $15.000 (4)  |
| Torneo $10.000 (2)  |

| N. | Data              | Torneo                                                          | Superficie  | Avversaria in finale   | Punteggio        |
| 1. | 4 dicembre 2015   | Hammamet Open, Hammamet                                         | Terra rossa | Gaia Sanesi            | 6-3, 6-0         |
| 2. | 18 dicembre 2016  | Hammamet Open, Hammamet                                         | Terra rossa | Jelena Simić           | 6-0, 4-6, 7-5    |
| 3. | 29 settembre 2019 | Circuito Feminino Future de Tênis, San Paolo                    | Terra rossa | Thaisa Grana Pedretti  | 7-5, 6-1         |
| 4. | 29 novembre 2020  | ITF Women's Circuit Il Cairo, Il Cairo                          | Terra rossa | Dar'ja Mišina          | 7-5, 6-4         |
| 5. | 13 dicembre 2020  | ITF Women's Circuit Il Cairo, Il Cairo                          | Terra rossa | Elina Avanesjan        | 6-0, 7-5         |
| 6. | 15 maggio 2023    | Torneig Internacional Femení Platja d'Aro, Castell-Platja d'Aro | Terra rossa | Carlota Martínez Círez | 6-1, 6(1)-7, 6-4 |
| 7. | 17 marzo 2024     | Circuito Feminino Future de Tênis, São João da Boa Vista        | Terra rossa | Julieta Lara Estable   | 4-6, 6-1, 6-3    |
| 8. | 19 gennaio 2025   | Buenos Aires Women's, Buenos Aires                              | Terra rossa | Jazmín Ortenzi         | 6-2, 6-4         |

#### Sconfitte (15)
| Torneo $100.000 (0) |
| Torneo $80.000 (0)  |
| Torneo $75.000 (0)  |
| Torneo $60.000 (2)  |
| Torneo $50.000 (0)  |
| Torneo $40.000 (1)  |
| Torneo $25.000 (6)  |
| Torneo $15.000 (4)  |
| Torneo $10.000 (2)  |

| N.  | Data              | Torneo                                            | Superficie  | Avversaria in finale | Punteggio        |
| 1.  | 10 novembre 2013  | Circuito Feminino de Tenis, São José do Rio Preto | Terra rossa | Gabriela Cé          | 2-6, 6-4, 5-7    |
| 2.  | 13 novembre 2016  | Hammamet Open, Hammamet                           | Terra rossa | Katharina Hobgarski  | 0-6, 1-6         |
| 3.  | 10 settembre 2017 | GD Tennis Cup, Adalia                             | Terra rossa | Despina Papamichail  | 1-6, 4-6         |
| 4.  | 12 novembre 2017  | GD Tennis Cup, Adalia                             | Terra rossa | Nicoleta Dascălu     | 5-7, 3-6         |
| 5.  | 30 settembre 2018 | Forte Village International Tournament, Pula      | Terra rossa | Katharina Hobgarski  | 6(3)-7, 2-6      |
| 6.  | 23 febbraio 2020  | Cancun Tennis Cup, Cancún                         | Cemento     | Andrea Gámiz         | 7-6(5), 5-7, 0-6 |
| 7.  | 6 dicembre 2020   | ITF Women's Circuit Il Cairo, Il Cairo            | Terra rossa | Ėrika Andreeva       | 1-6, 3-6         |
| 8.  | 28 marzo 2021     | Blooming Cup, Buenos Aires                        | Terra rossa | Yuki Naito           | 6-1, 4-6, 3-6    |
| 9.  | 6 febbraio 2022   | Club Las Lomitas, Provincia di Tucumán            | Terra rossa | Brenda Fruhvirtová   | 3-6, 3-6         |
| 10. | 15 maggio 2022    | Edge Open Saint-Gaudens Occitanie, Saint-Gaudens  | Terra rossa | Ylena In-Albon       | 6-4, 4-6, 3-6    |
| 11. | 5 marzo 2023      | SMT Cup, Provincia di Tucumán                     | Terra rossa | Rosa Vicens Mas      | 2-6, 1-6         |
| 12. | 5 maggio 2024     | Copa Mesa de Yeguas, Anapoima                     | Terra rossa | Dar'ja Lodikova      | 4-6, 6-4, 4-6    |
| 13. | 9 marzo 2025      | Torneo Akari, Chihuahua                           | Terra rossa | Valerija Strachova   | 7-5, 2-6, 4-6    |
| 14. | 13 aprile 2025    | Circuito Banco BRB, San Paolo                     | Terra rossa | Miriana Tona         | 5-7, 4-6         |
| 15. | 15 giugno 2025    | Macha Lake Open, Česká Lípa                       | Terra rossa | Laura Samson         | 6-2, 2-6, 3-6    |

### Doppio

#### Vittorie (24)
| Torneo $100.000 (0) |
| Torneo $80.000 (1)  |
| Torneo $75.000 (0)  |
| Torneo $60.000 (2)  |
| Torneo $50.000 (0)  |
| Torneo $40.000 (1)  |
| Torneo $25.000 (7)  |
| Torneo $15.000 (3)  |
| Torneo $10.000 (10) |

| N.  | Data              | Torneo                                                                   | Superficie      | Compagna                | Avversarie in finale                   | Punteggio           |
| 1.  | 15 settembre 2013 | Circuito Feminino Future de Tênis, Curitiba                              | Terra rossa     | Leticia Garcia Vidal    | Maria Vitória Beirão Ana Clara Duarte  | 4-6, 6-4, [10-8]    |
| 2.  | 15 giugno 2014    | ITF Women's Circuit Villa del Dique, Villa del Dique                     | Terra rossa     | Constanza Vega          | Nathaly Kurata Nathália Rossi          | 7-6(4), 6-2         |
| 3.  | 15 marzo 2015     | Mundial de Tênis de Campos do Jordão, Campos do Jordão                   | Terra rossa     | Victoria Bosio          | Gabriela Cé Laura Pigossi              | 7-6(3), 6-4         |
| 4.  | 27 marzo 2016     | Circuito Feminino de Tenis do Estado de São Paulo, São José do Rio Preto | Terra rossa     | Camila Giangreco Campiz | María Fernanda Herazo Noelia Zeballos  | 6-3, 6-4            |
| 5.  | 8 maggio 2016     | AAT Women's Circuit, Villa María                                         | Terra rossa     | Constanza Vega          | Bárbara Gatica Stephanie Petit         | 6-1, 7-6(4)         |
| 6.  | 12 giugno 2016    | Torneo Tenis Club Argentino, Buenos Aires                                | Terra rossa     | Camila Giangreco Campiz | Sofía Blanco Constanza Vega            | 2-6, 6-2, [11-9]    |
| 7.  | 8 luglio 2016     | Iris Ladies Trophy, Bruxelles                                            | Terra rossa     | Ellen Perez             | Karin Kennel Hélène Scholsen           | 6-2, 6-3            |
| 8.  | 2 ottobre 2016    | Hammamet Open, Hammamet                                                  | Terra rossa     | Karin Kennel            | Fernanda Brito Noelia Zeballos         | 6-2, 4-6, [11-9]    |
| 9.  | 4 dicembre 2016   | Hammamet Open, Hammamet                                                  | Terra rossa     | Tamara Čurović          | Oana Gavrilă Sandra Jamrichová         | 6-1, 3-6, [10-8]    |
| 10. | 11 dicembre 2016  | Hammamet Open, Hammamet                                                  | Terra rossa     | Tamara Čurović          | Oana Gavrilă Sandra Jamrichová         | 6-3, 6-2            |
| 11. | 18 marzo 2018     | Circuito Feminino Future de Tênis, São José dos Campos                   | Terra rossa     | Thaisa Grana Pedretti   | Eleni Kordolaimi Dominique Schaefer    | 6-4, 6-1            |
| 12. | 1º settembre 2019 | Trofeo CPZ, Bagnatica                                                    | Terra rossa     | Gabriela Cé             | Martina Caregaro Federica Di Sarra     | 6-2, 1-6, [10-5]    |
| 13. | 25 ottobre 2019   | ITF Women's Circuit Bogotá, Bogotà                                       | Terra rossa     | Renata Zarazúa          | Emiliana Arango Victoria Bosio         | 6-1, rit.           |
| 14. | 16 febbraio 2020  | Cancun Tennis Cup, Cancún                                                | Cemento         | Andrea Gámiz            | Tiphanie Fiquet Léolia Jeanjean        | 5-7, 6-2, [11-9]    |
| 15. | 27 settembre 2020 | Porto Open, Porto                                                        | Cemento         | Marina Bassols Ribera   | Julia Payola Himeno Sakatsume          | 6-3, 4-6, [10-7]    |
| 16. | 7 agosto 2021     | Futures Lotos Solano Bydgoszcz Cup, Bydgoszcz                            | Terra rossa     | Iryna Šymanovič         | Hiroko Kuwata Yuliana Lizarazo         | 6-1, 3-6, [10-5]    |
| 17. | 21 agosto 2021    | Vrnjacka Banja Open, Vrnjačka Banja                                      | Terra rossa     | Andrea Gámiz            | Ioana Loredana Roșca Sandra Samir      | 6-4, 6-1            |
| 18. | 28 agosto 2021    | Zubr Cup, Přerov                                                         | Terra rossa     | Sarah Beth Grey         | Mana Kawamura Funa Kozaki              | 6–4, 3–6, [13–11]   |
| 19. | 4 settembre 2021  | Ladies Open Vienna, Vienna                                               | Terra rossa     | Martyna Kubka           | Ėrika Andreeva Ekaterina Kazionova     | 6(1)–7, 6–4, [10–7] |
| 20. | 11 settembre 2021 | Leiria Women's Tour, Leiria                                              | Cemento         | Anastasija Tichonova    | Celia Cerviño Ruiz Angelica Moratelli  | 6-4, 6-4            |
| 21. | 9 ottobre 2021    | Women's Lima, Lima                                                       | Terra rossa     | Andrea Gámiz            | Victoria Rodríguez Bibiane Schoofs     | 6-3, 7-6(2)         |
| 22. | 27 novembre 2021  | Aberto da República, Brasilia                                            | Terra rossa (i) | María Lourdes Carlé     | Valerija Strachova Olivia Tjandramulia | 6-2, 6-1            |
| 23. | 12 agosto 2023    | Engie Open, Brasilia                                                     | Cemento         | Julia Riera             | Eden Silva Valerija Strachova          | 6-2, 6-3            |
| 24. | 28 settembre 2024 | Pilar Women's, Pilar                                                     | Terra rossa     | Julia Riera             | Nicole Fossa Huergo Jibek Kulambaeva   | 6-4, 7-5            |

#### Sconfitte (17)
| Torneo $100.000 (0) |
| Torneo $80.000 (0)  |
| Torneo $75.000 (0)  |
| Torneo $60.000 (2)  |
| Torneo $50.000 (0)  |
| Torneo $40.000 (0)  |
| Torneo $25.000 (7)  |
| Torneo $15.000 (1)  |
| Torneo $10.000 (7)  |

| N.  | Data             | Torneo                                                                   | Superficie  | Compagna               | Avversarie in finale                          | Punteggio           |
| 1.  | 10 novembre 2013 | Circuito Feminino de Tenis do Estado de São Paulo, São José do Rio Preto | Terra rossa | Juliana Cardoso        | Gabriela Cé Nathália Rossi                    | 3-6, 4-6            |
| 2.  | 13 aprile 2014   | Circuito Feminino de Tenis do Estado de São Paulo, São José do Rio Preto | Terra rossa | Ingrid Gamarra Martins | Maria Fernanda Alves Paula Cristina Gonçalves | 2-6, 0-6            |
| 3.  | 27 luglio 2014   | Circuito Feminino Future de Tênis, Campos do Jordão                      | Cemento     | Ingrid Gamarra Martins | Nathaly Kurata Giovanna Tomita                | 3-6, 2-6            |
| 4.  | 10 aprile 2016   | Circuito Feminino de Tenis do Estado de São Paulo, São José do Rio Preto | Terra rossa | Julieta Estable        | Fernanda Brito Constanza Vega                 | 6-2, 4-6, [6-10]    |
| 5.  | 24 aprile 2016   | Grand Prix Estado de São Paulo, Bauru                                    | Terra rossa | Julieta Estable        | Nathaly Kurata Eduarda Piai                   | 6(4)-7, 5-7         |
| 6.  | 19 giugno 2016   | Women Oeiras Magnesium, Oeiras                                           | Terra rossa | Victoria Bosio         | Andrea Ka Laëtitia Sarrazin                   | 6-4, 5-7, [3-10]    |
| 7.  | 13 novembre 2016 | Hammamet Open, Hammamet                                                  | Terra rossa | Noelia Zeballos        | Diana Enache Ilona Georgiana Ghioroaie        | 6-3, 1-6, [8-10]    |
| 8.  | 27 novembre 2016 | Hammamet Open, Hammamet                                                  | Terra rossa | Noelia Zeballos        | Tamara Čurović Déborah Kerfs                  | 6(5)-7, 3-6         |
| 9.  | 10 dicembre 2017 | Copa LP Chile Hacienda Chicureo, Santiago del Cile                       | Terra rossa | Ana Sofia Sanchez      | Tamaryn Hendler Anastasija Pivovarova         | 5-7, 2-6            |
| 10. | 15 giugno 2018   | Trofeu Internacional Ciudad de Barcelona, Barcellona                     | Terra rossa | Jade Suvrijn           | Jessica Ho Xiyu Wang                          | 3-6, 1-6            |
| 11. | 22 giugno 2018   | Open GDF SUEZ Montpellier, Montpellier                                   | Terra rossa | Martina Colmegna       | Elixane Lechemia Alice Ramé                   | 7–6(5), 2–6, [6–10] |
| 12. | 30 marzo 2019    | Circuito Feminino Future de Tênis, Campinas                              | Terra rossa | Gabriela Cé            | Danka Kovinić Laura Pigossi                   | 3-6, 2-6            |
| 13. | 16 giugno 2019   | Torneo Internazionale Femminile Antico Tiro a Volo, Roma                 | Terra rossa | Elena Bogdan           | Elisabetta Cocciaretto Nicoleta Dascălu       | 5–7, 6–4, [7–10]    |
| 14. | 23 giugno 2019   | Padova Challenge Open, Padova                                            | Terra rossa | Gabriela Cé            | Cristina Dinu Angelica Moratelli              | 6(7)–7, 6–3, [8–10] |
| 15. | 16 novembre 2019 | USTA National Event, Orlando                                             | Terra verde | Renata Zarazúa         | Katharine Fahey Stephanie Wagner              | 1-6, rit.           |
| 16. | 14 agosto 2021   | Lotos Radom Cup, Radom                                                   | Terra rossa | Iryna Šymanovič        | Mana Kawamura Funa Kozaki                     | 4-6, 2-6            |
| 17. | 6 novembre 2022  | Barranquilla Open, Barranquilla                                          | Cemento     | Valerija Strachova     | Tímea Babos Kateryna Volodko                  | 6-3, 5-7, [7-10]    |